# Pergola (település)
Pergola település Olaszországban, Marche régióban, Pesaro és Urbino megyében. Lakosainak száma 5784 fő (2023. január 1.). Pergola Fossombrone, Frontone, San Lorenzo in Campo, Serra Sant’Abbondio, Arcevia, Cagli, Fratte Rosa és Sassoferrato községekkel határos.

## Népesség
A település lakossága az elmúlt években az alábbi módon változott:
| Lakosok száma | 6270 | 6200 | 5784 |
|               | 2017 | 2018 | 2023 |